# シャルル2世 (西フランク王)
シャルル2世（仏: Charles II, 823年6月13日 - 877年10月6日）は、西フランク王国の初代国王（在位：843年 - 877年）。異名は禿頭王（フランス語: Charles le Chauve）。晩年にイタリア王位も獲得し、ローマ皇帝カール2世となる（ドイツ語: Karl II., 在位：875年 - 877年）。ルイ敬虔王（ルドヴィクス・ピウス）と2番目の妃ユーディトの子で、皇帝ロタール1世、アキテーヌ王ピピン1世、東フランク王ルートヴィヒ2世の異母弟に当たる。

## 生涯
823年6月13日、フランクフルト・アム・マインに生まれた。840年にルートヴィヒ1世が崩御すると、フランク王国ではロタール1世、ルートヴィヒ2世、そしてシャルル2世の3兄弟による領土をめぐっての争いが起こった（841年、フォントノワの戦い）。842年、ルートヴィヒ2世との間で対ロタール1世のストラスブールの誓いにより同盟を組んだ。翌843年に3兄弟は王国の領土をそれぞれ分割することで統治することとなった。ロタール1世はフランク王国中部と皇帝位、ルートヴィヒ2世は東フランク王国、そしてシャルル2世は西フランク王国という具合である。これがヴェルダン条約である。しかし、国内の貴族勢力の統制に苦しみ、さらにノルマン人（ヴァイキング）の侵攻に苦しめられて、その治世は多難を極めた。
統治の初期には、845年にブルターニュ公ノミノエ（Nominoë）によって建国されたブルトン軍にバロンの戦い（ルドン近郊のブルターニュ東部、国境付近）で敗れ、851年に再びジャングランの戦いでブルターニュ公エリスポエ（Erispoë）軍に敗れ、ブルターニュの独立を承認した。
869年、兄ロタール1世（855年に崩御）の子のロタール2世が崩御すると、シャルル2世は同年9月9日メッツのステファヌス教会でロタリンギア王として戴冠された。しかしその翌年、東フランク王ルートヴィヒ2世がロタリンギアに対する相続権を主張したため、シャルル2世は東フランク王ルートヴィヒ2世と再び領土交渉を行ない、870年にロタリンギアを中心とした兄の遺領を分割し、ロタリンギア西部とプロヴァンスを獲得した。兄の遺児でロタール2世の跡を継いだ皇帝ルートヴィヒ2世には、イタリアの領有と皇帝位のみを認めている。これを、メルセン条約という。こうしてここに、現在のフランス、イタリア、ドイツの基が作られたのである。そして875年、皇帝ルートヴィヒ2世が崩御するとすかさずイタリアに侵攻して同地を併合し、教皇ヨハネス8世の支持を得て、同年クリスマスの日にローマ皇帝カール2世として戴冠を受けた。

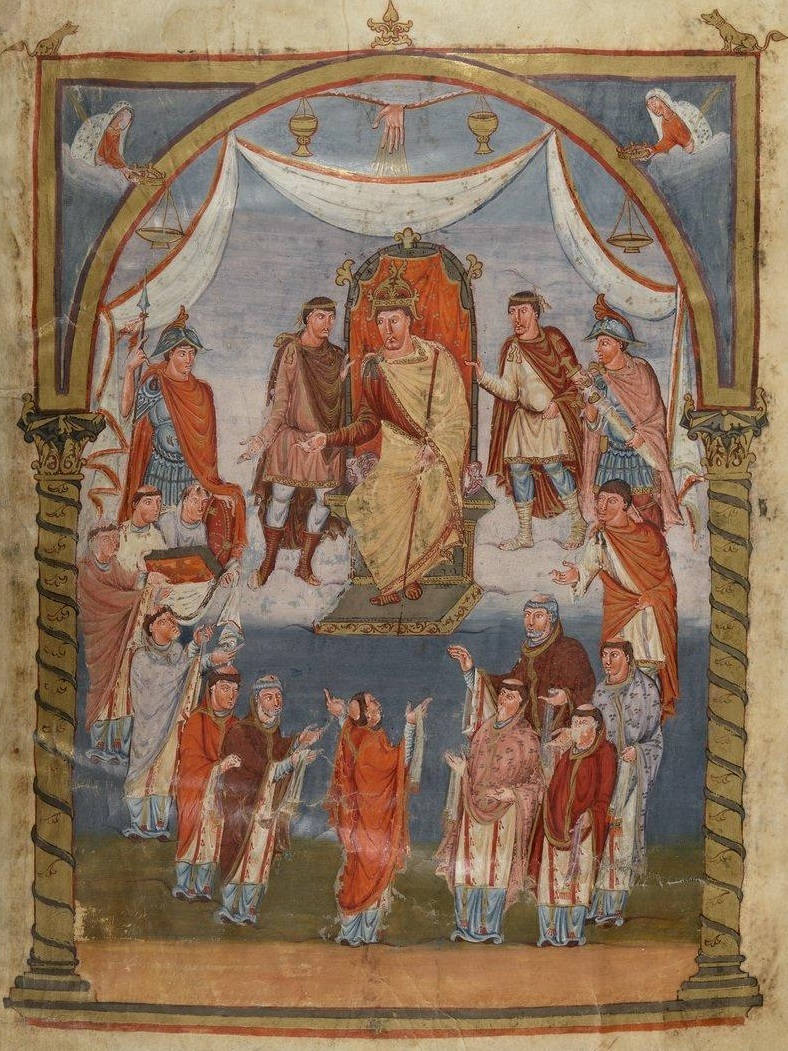
戴冠するシャルル2世

876年、兄の東フランク王ルートヴィヒ2世が崩御した。遺領は兄の3子に分割相続されることが決定していたが、シャルル2世はこの機に領土拡大をもくろみ、アーヘン、ケルンと侵攻した。しかし同年10月8日、ルートヴィヒ3世を中心とした3子の連合軍にアンデルナハの戦いで敗北した。
翌877年、反対勢力の鎮圧のためイタリアに入ったものの、甥の東フランク王カールマンの大軍がアルプスを越え近づいてきたため撤退したが、その帰国の途中、10月6日にサヴォワで崩御した。54歳没。跡を子のルイ2世（吃音王）が継いだ。

## 禿頭というあだ名
シャルル2世は「禿頭」というあだ名で知られるが、彼の頭髪が禿げていたということを証明する史料は存在しない。同時代のシャルル敵対者が頭髪について揶揄した記録も残っておらず、彼が禿げていなかったか、当時禿げが揶揄の対象でなかったことを意味する。シャルル2世研究者のジャネット・ネルソンは、シャルルの容貌が祖父カール大帝に似ていたとされており、カール1世が「白髪が美しい」と評されていることから、禿げてはいなかったとしている。
ラインハルト・レーベは著書『カール禿頭王は本当に禿げていたか』の中でいくつかの説を紹介している。シャルルが生誕時に領地を持たず、兄が副王となってもしばらくの間、彼が領土を持たなかった（=頭の上に冠が無かった）ことを指すという説や、10歳の時にプリュム修道院に送られて剃髪されたという説を紹介しているが、いずれも信じるに足りず、続く争いの間にどんどん髪が抜けて、本当に禿げてしまったのだとしている。レーベはフクバルトによる「カールのハゲ礼賛の韻文詩」（ラテン語: Carmina clarisonae calvis cantate Camenae）からシャルルが禿げていたのは事実であったとしているが、詩の内容が僧侶の「トンスラ」を称えるもののようであるという指摘もある。
シャルル2世がいつ頃から「禿頭」のあだ名で呼ばれているかは定かではない。869年頃には成立していたと見られる『フランクの王たちの系譜』ではシャルル2世を「Karolus Caluus」＝「シャルル禿頭王」と呼んでいる。確かに10世紀終わりまでに、ランスのリシエやシャバンヌのアデマールが彼を真面目な文章で「シャルル禿頭王」と呼んでいる。

## 子女
842年、オルレアン伯ウードの娘エルマントルド・ドルレアンと結婚、9人の子女がいる。
- ジュディット（英語版）（843年頃 - 870年） - 856年にウェセックス王エゼルウルフと結婚、858年にウェセックス王エゼルバルド（継子）と再婚、862年にフランドル伯ボードゥアン1世と3度目の結婚
- ルイ2世（846年 - 879年） - 西フランク王
- シャルル（847/848年 - 866年） - アキテーヌ王
- ロタール（847年頃 - 865年） - サン＝ジェルマン修道院長
- カルロマン（英語版）（849年頃 - 876年） - サン＝メダール修道院長
- ロトルド（852年 - ?）
- エルマントルド（854年頃 - ?）
- イルドガルド（856年頃 - ?）
- ジゼル（858年頃 - 874年）
- ゴディルド（864頃 - 923年）メーヌ伯ゴドフロワ3世（またはゴズラン）と結婚

870年、ヴィエンヌ伯ボソ（後にプロヴァンス王）の妹リシルド・ド・プロヴァンスと結婚、成人した1女がいる。
- ロティルド（871年 - 928年）- ブルージュ伯ユーグと、のち、メーヌ伯ロジェと結婚